# Anzonico
Anzonico es una localidad ubicada en la comuna suiza de Faido, en el cantón del Tesino. En 2011, antes de su disolución como comuna, tenía una población de 108 habitantes.